# رواق أعمى

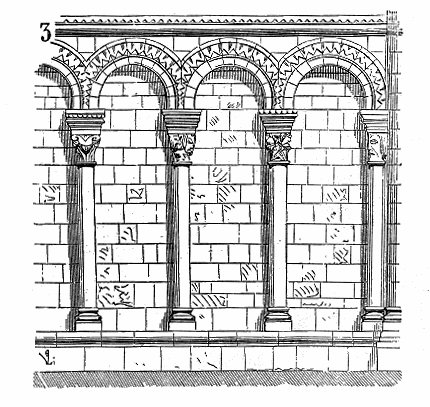
قوس أعمى. دير فيزيلاي، (فرنسا)

الرواق الأعمى أو الممر المغلق (بالإنجليزية: Blind arcade) هو رواق يتكون من سلسلة من الأقواس غير المفتوحة فعليا، حيث يتم إنشائها على سطح الجدران كعنصر زخرفي، كالأقواس التي لا تعتبر كنوافذ أو فتحات، ولكنها جزء من واجهة البناء.
تُصمم هذه الأروقة كعنصر معماري ليس له أي وظيفة حاملة. ويتكون الرواق الأعمى عادة من قوس واحد أو سلسلة من الأقواس التي تحتوي على أعمدة محددة. تعتبر الممرات العمياء ميزة زخرفية شائعة على واجهات المباني الرومانية والقوطية في جميع أنحاء أوروبا الغربية، وأيضا سمة مشتركة في الكنائس الأرثوذكسية البيزنطية في أوروبا الشرقية، والكنائس الأرمنية.

## انظر أيضا

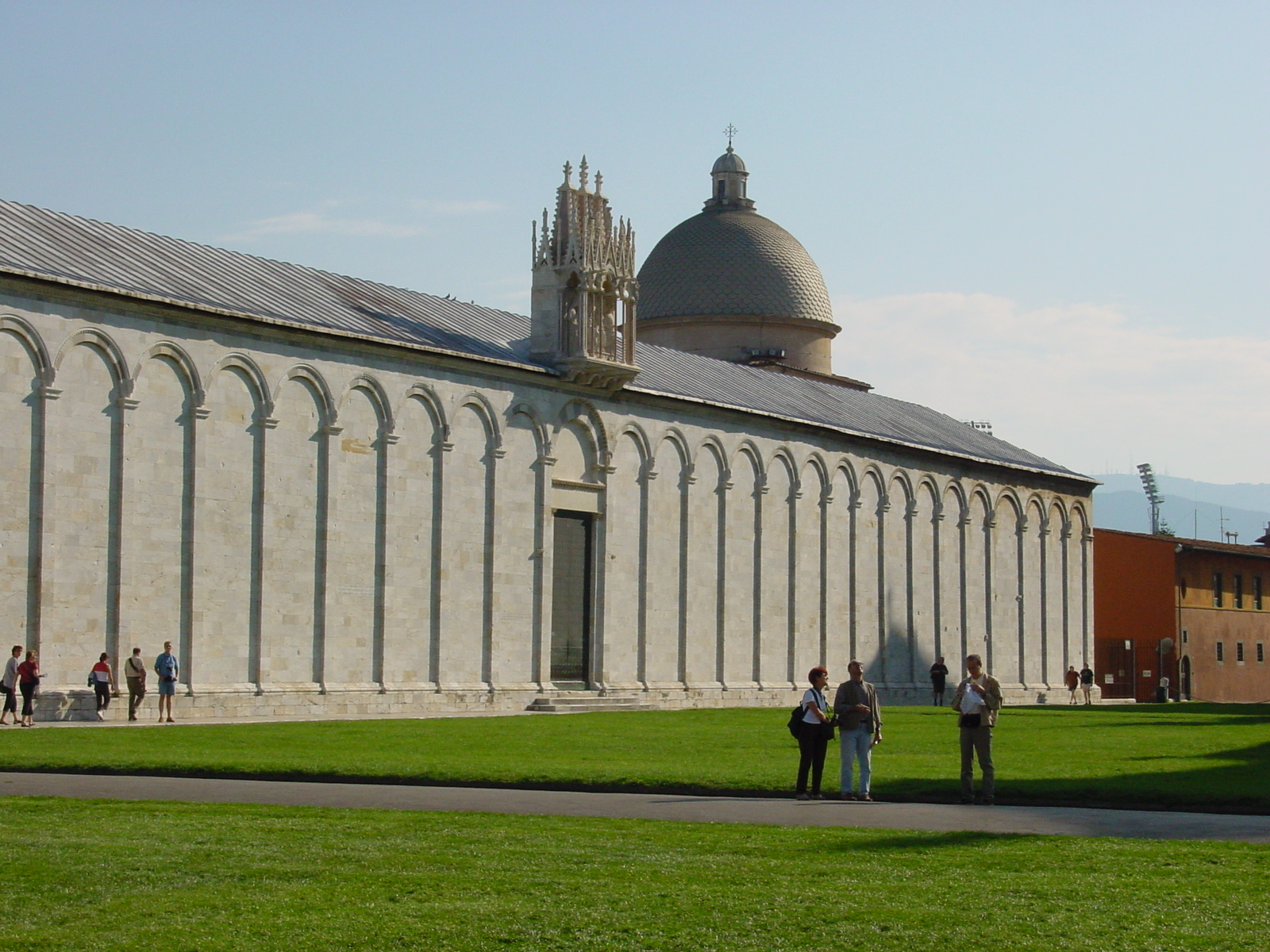
بيزا، إيطاليا
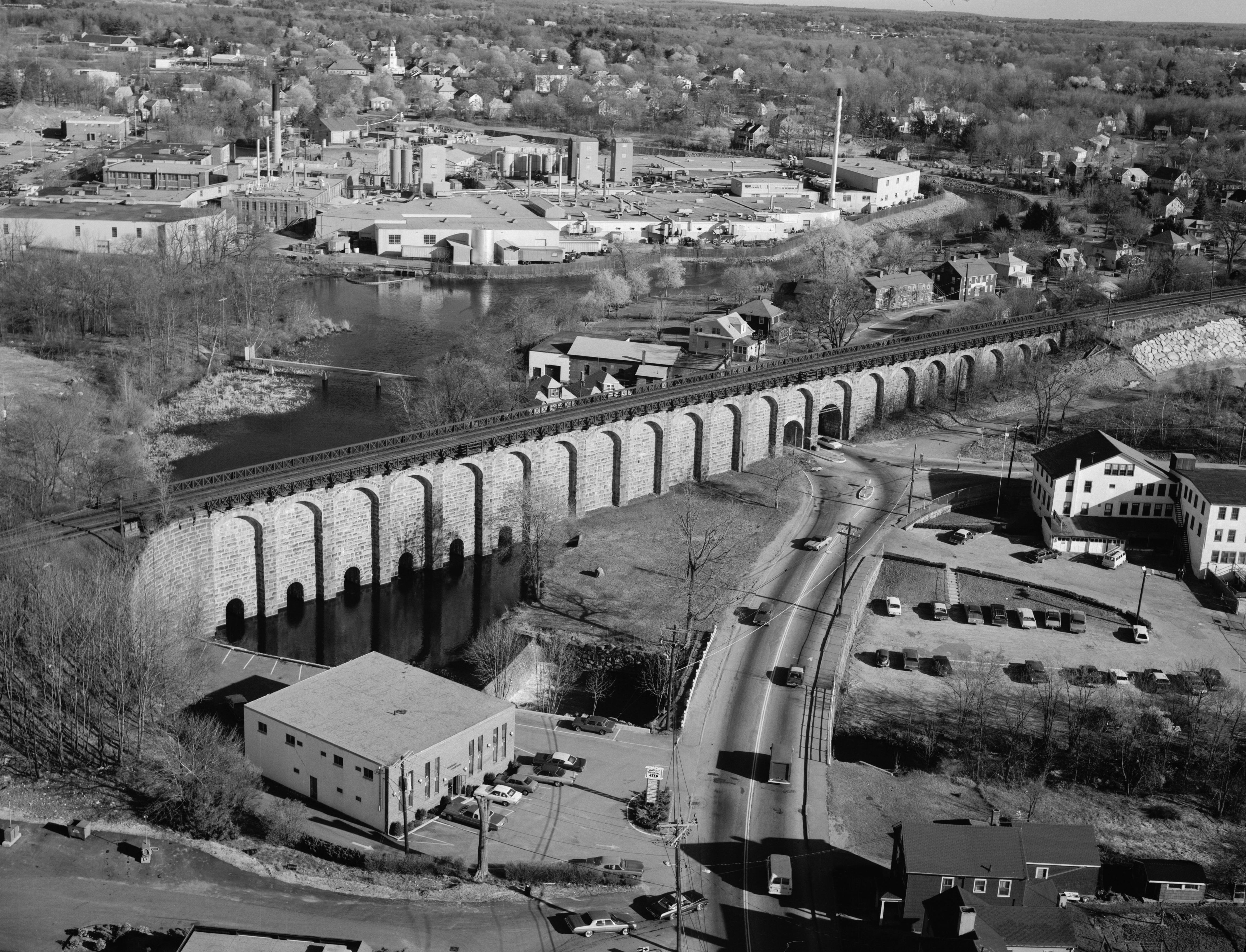
ماساشوستس، الولايات المتحدة
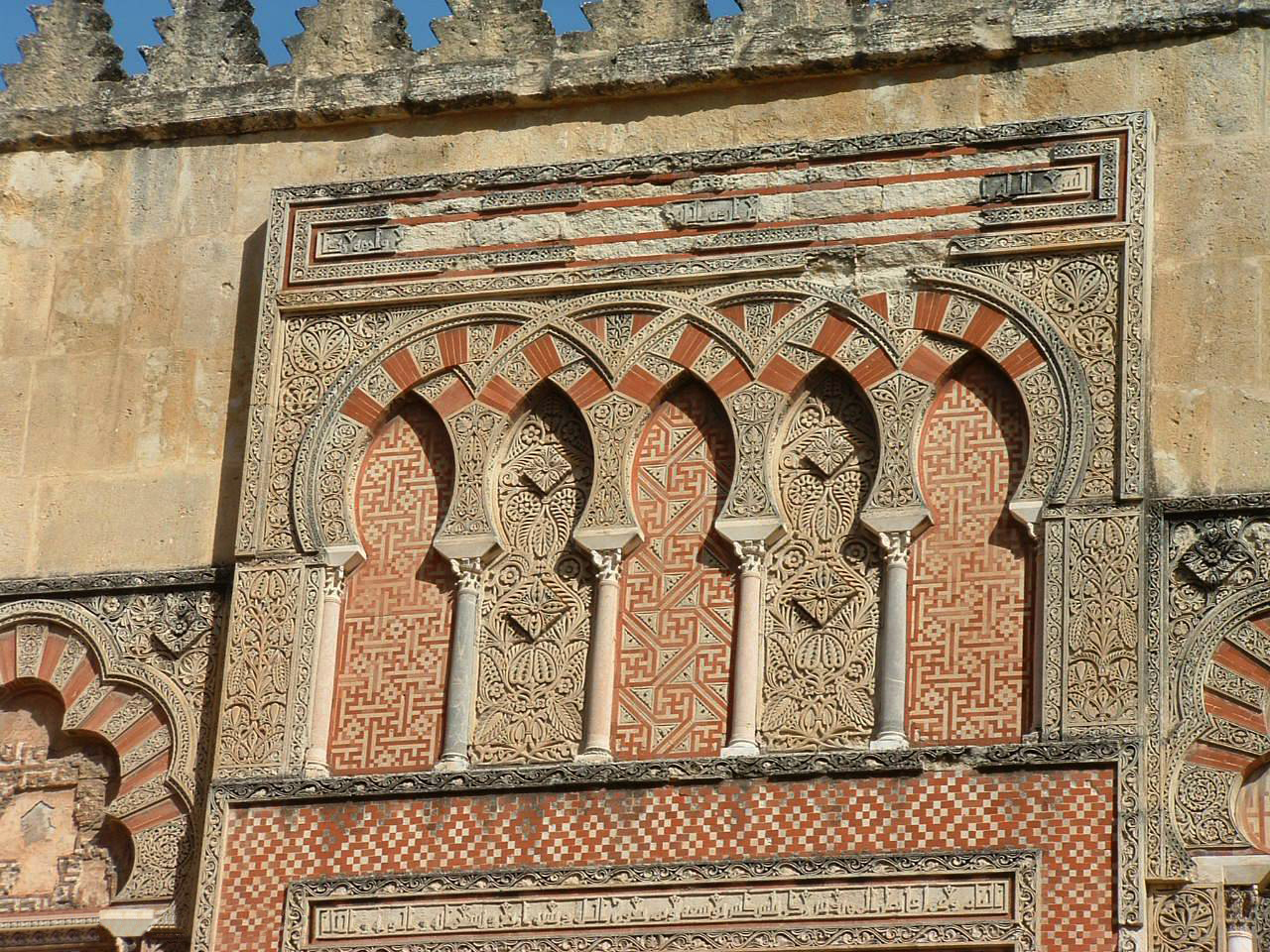
قرطبة، إسبانيا
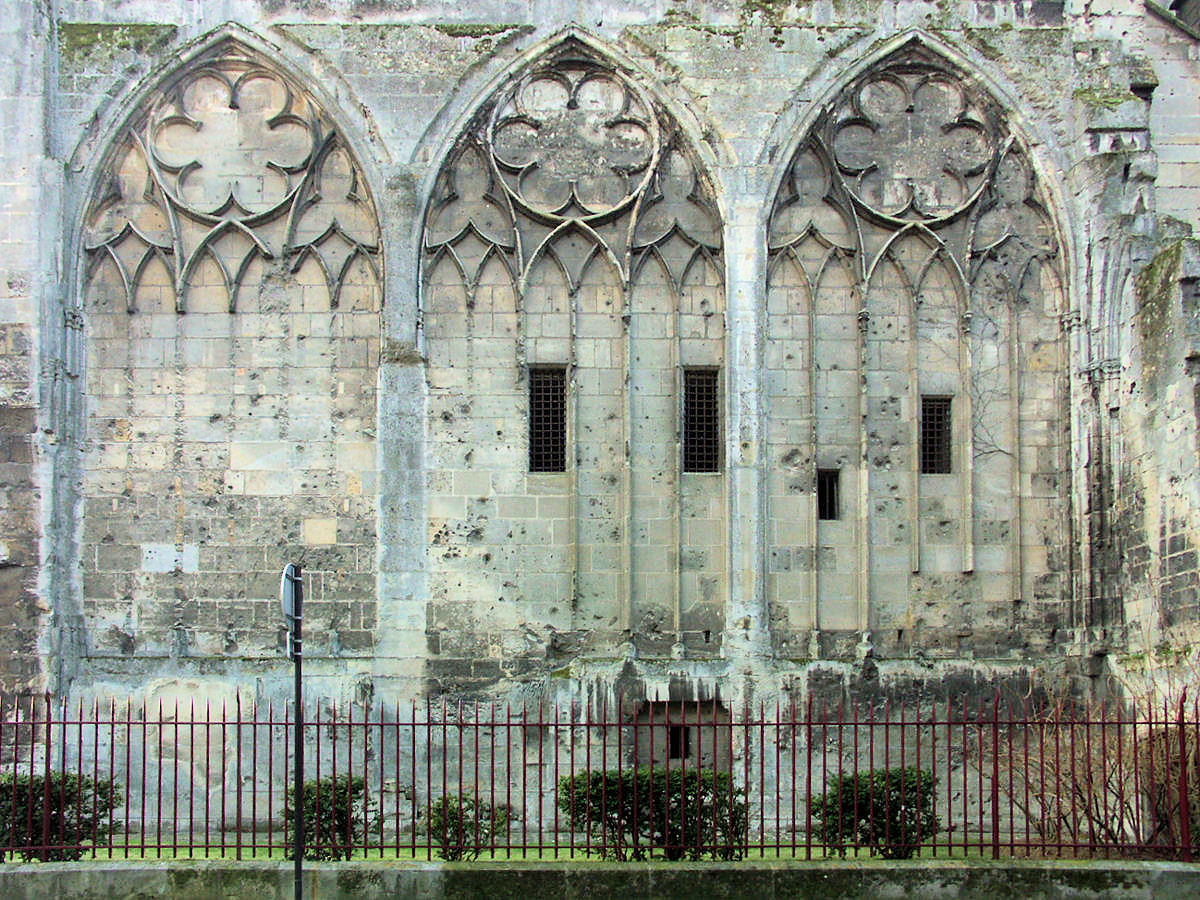
فرنسا
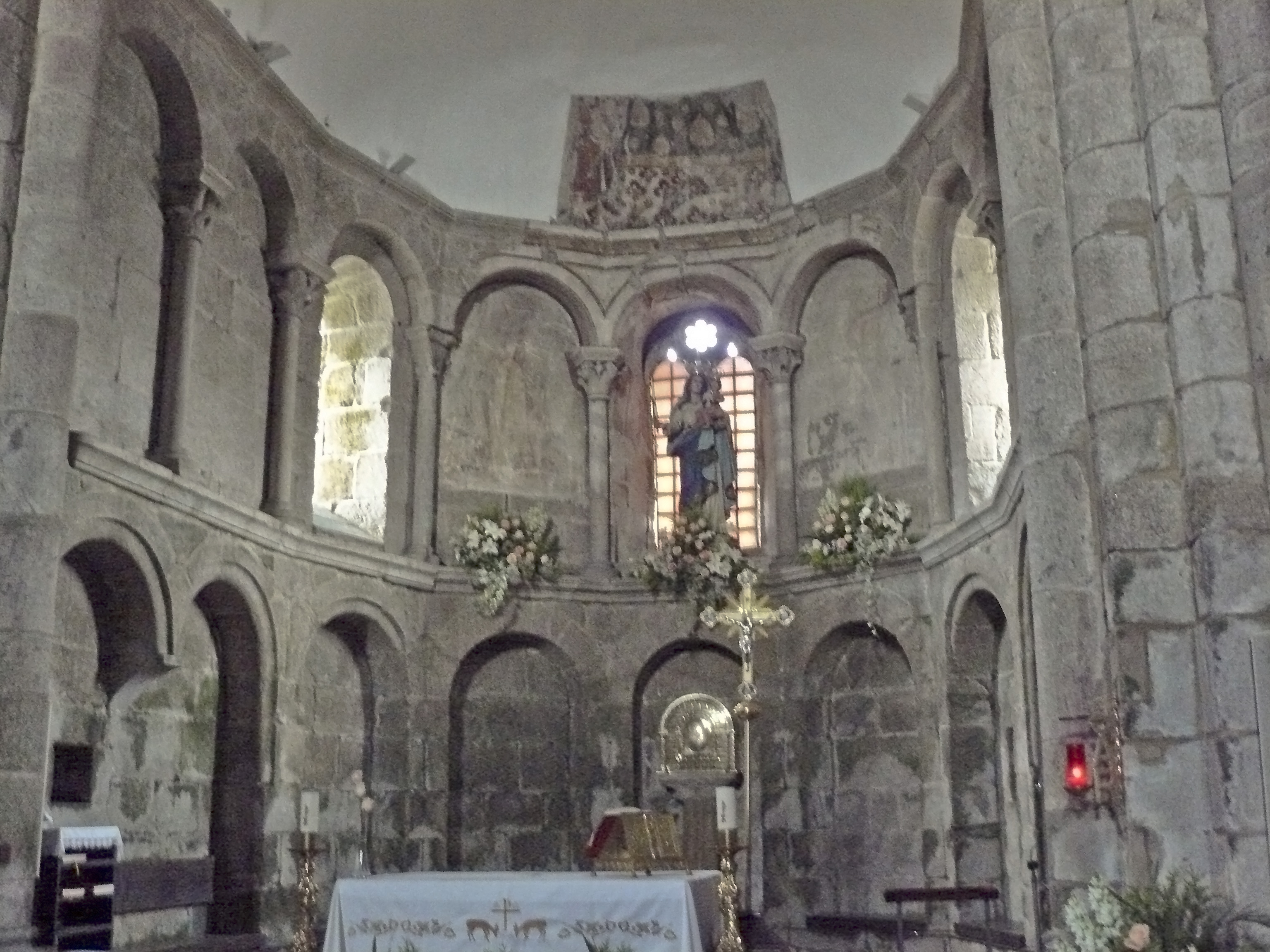
إسبانيا
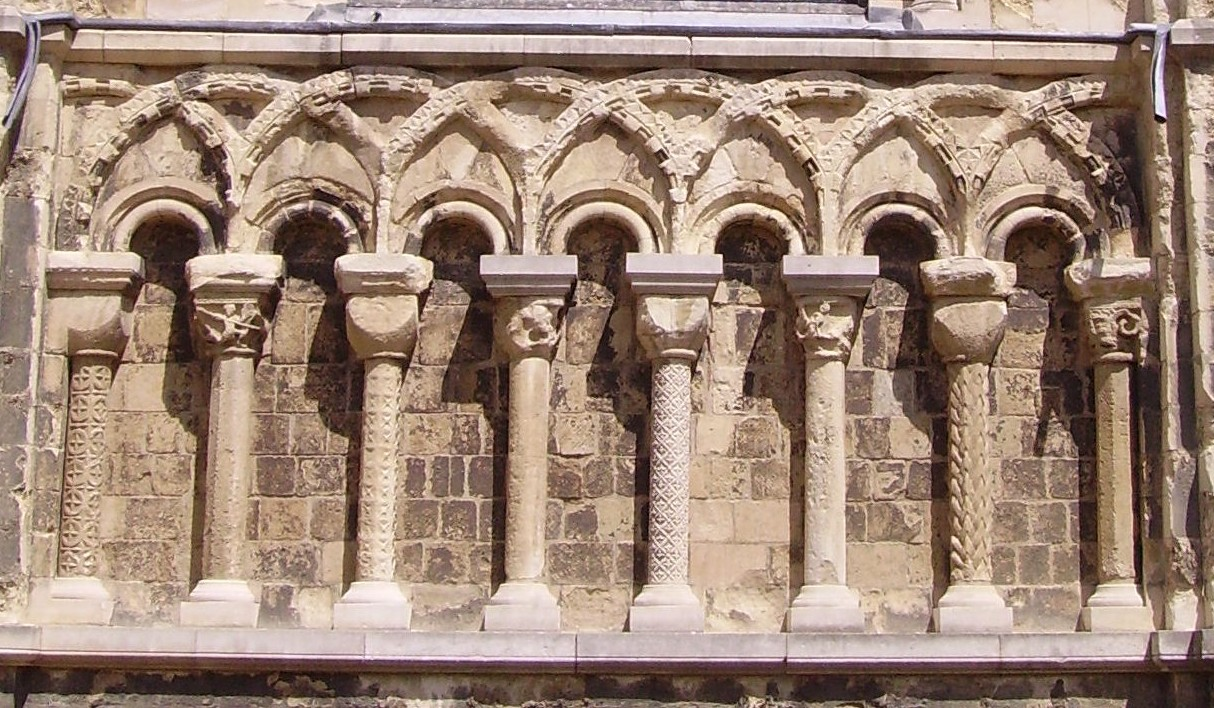
إنجلترا
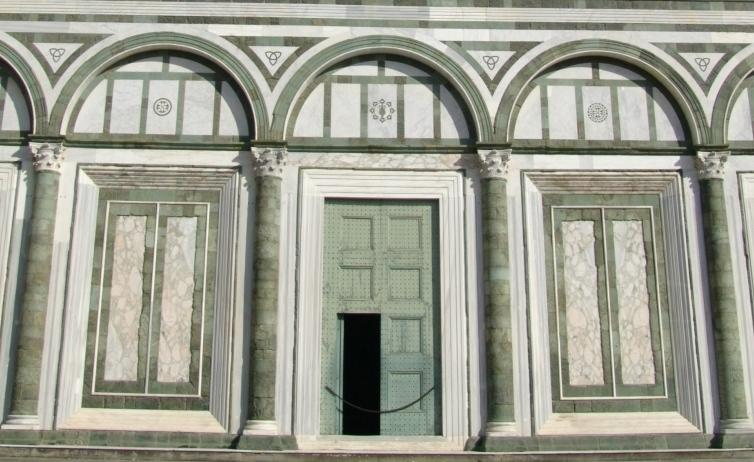
فلورنسا، إيطاليا
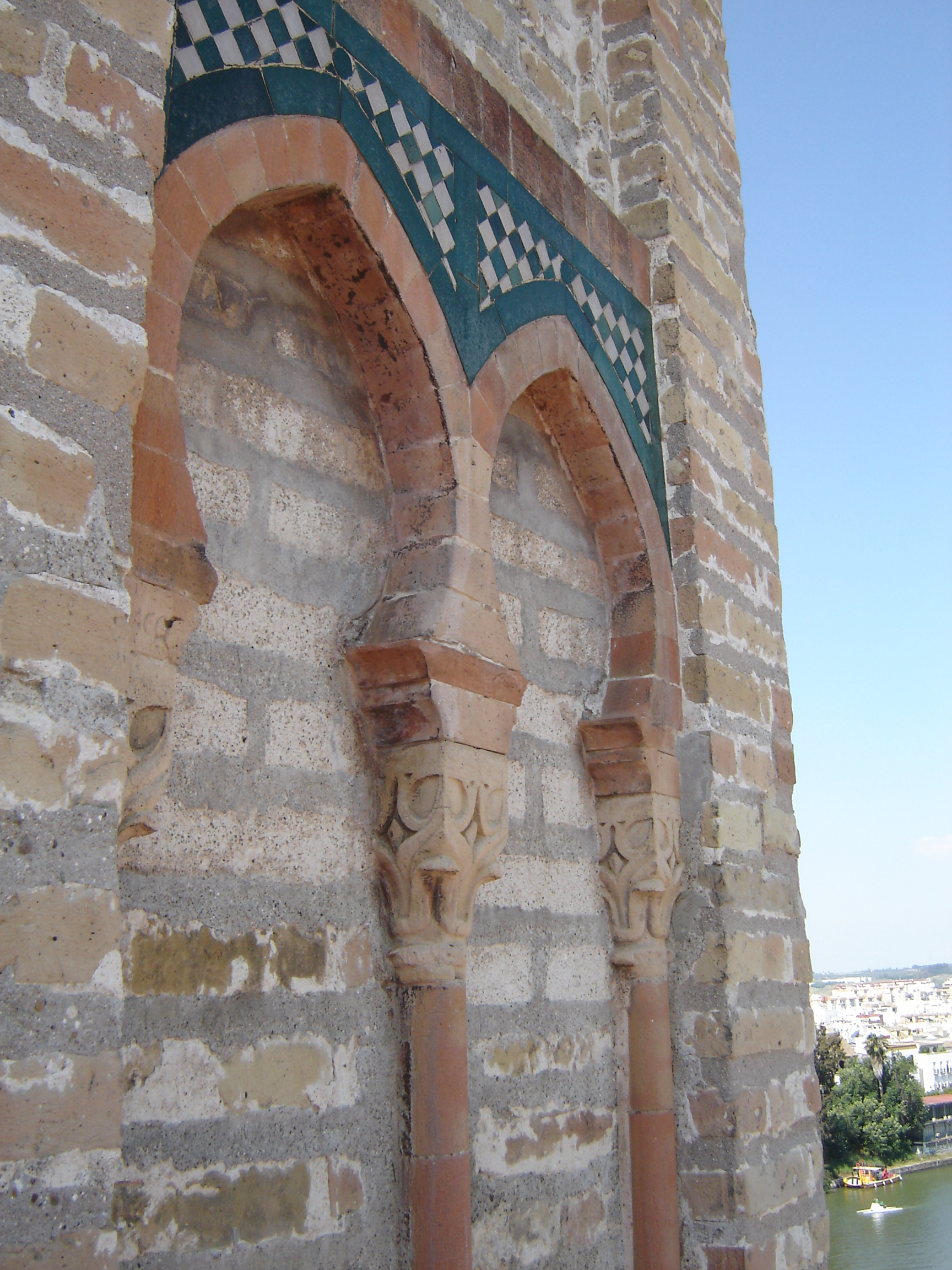
إشبيلية، إسبانيا
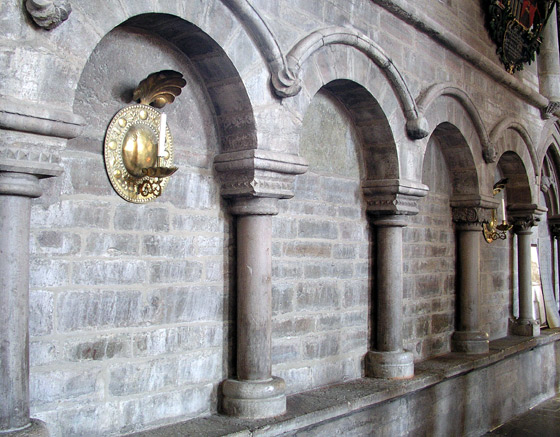
السويد
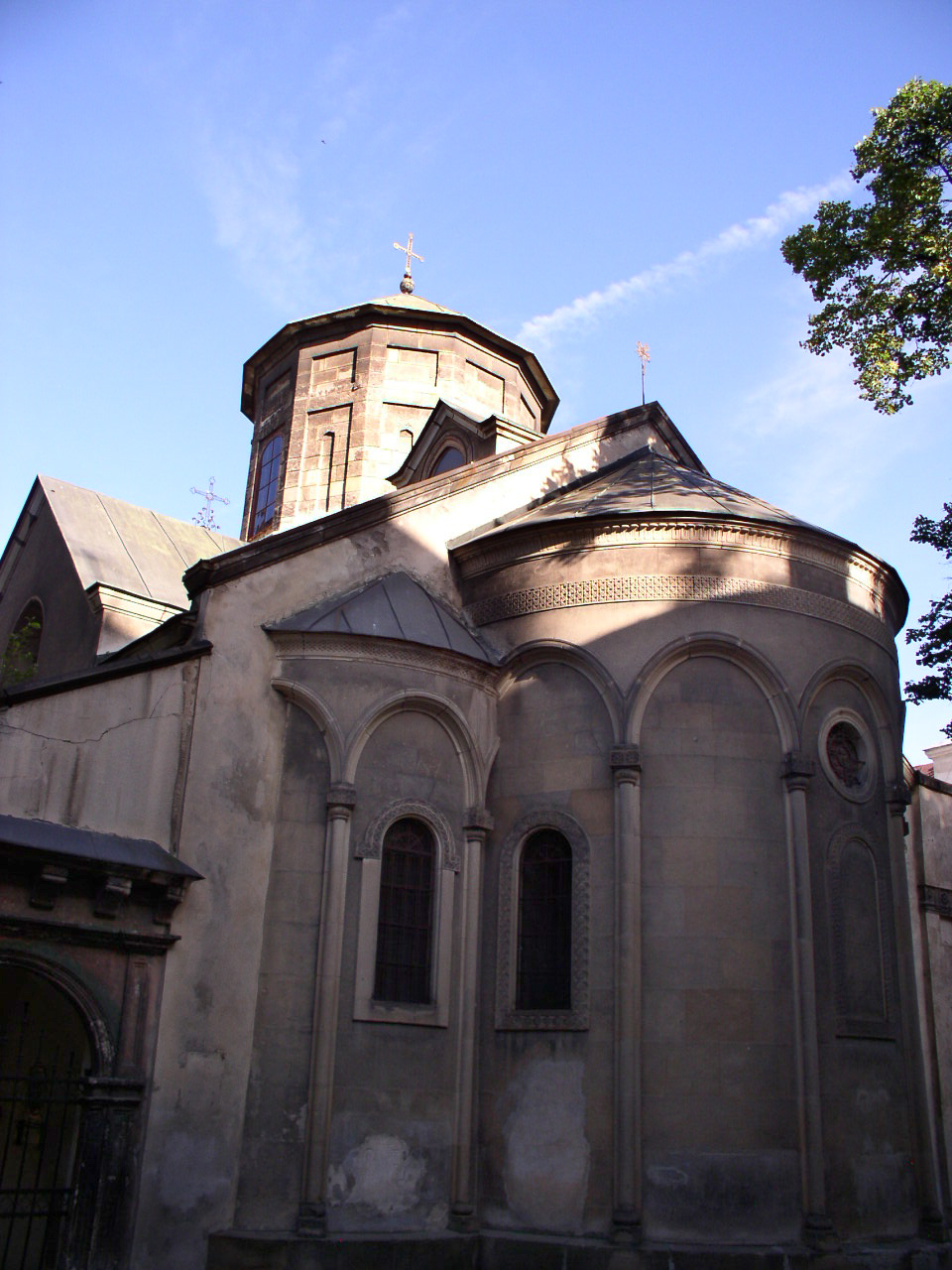
أوكرانيا
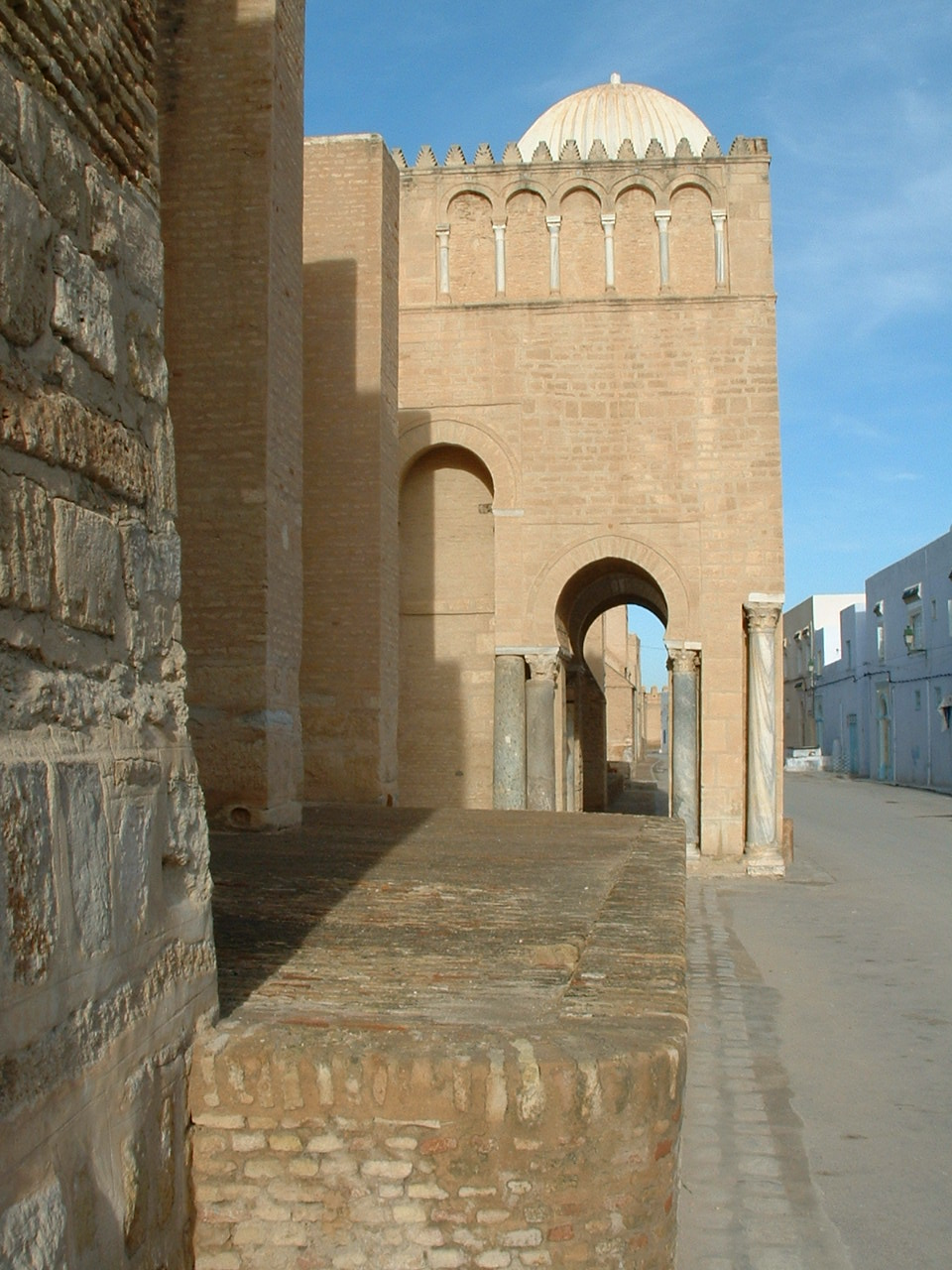
تونس